# Disney's All-Star Music Resort
Disney's All-Star Music Resort est l'un des trois hôtels du complexe hôtelier à bas prix Disney's All-Star Resort à Walt Disney World Resort. Il compte 1920 chambres et a ouvert en novembre 1994.
Il est situé à entre ses homologues le Disney's All-Star Sports Resort et le Disney's All-Star Movies Resort. Comme eux, il partage un style particulier d'architecture conçu par le cabinet Arquitectonica fait de gigantesques objets qui sont le thème de l'hôtel. Leurs couleurs vives et leurs tailles imposantes ont fait dire qu'ils cachaient la médiocrité de l'hôtel. Mais cela reste un hôtel Disney à prix abordable (inférieur à 100$) au cœur du complexe de Walt Disney World Resort.

## Le thème
Le thème de l'hôtel est la musique, représenté par des instruments de musique de taille démesurée. Pour plus de détails voir la description des bâtiments.

## Les bâtiments
Le bâtiment principal est le Melody Hall. Les autres bâtiments accueillent les chambres, s’élèvent sur trois étages (avec ascenseurs) et prennent la forme d'un T avec chaque branche de même longueur.
L'ensemble des bâtiments forme une croix (latine) avec la base au niveau du Melody Hall et à l'intersection se trouve la Piano Pool.
Les bâtiments sont numérotés de 1 à 10, regroupés par deux selon un genre musical:
- Calypso (bat. 1 et 10) sur le calypso est décoré avec des maracas, des xylophones. Il est situé face au Melody Hall. La cour créée par les trois bâtiments accueille la piscine principale de l'hôtel.
- Jazz Inn (bat 2 et 9) sur le jazz est décoré avec des saxophones, des trombones et des batteries. Il est situé dans la continuité des bâtiments 1 et 10.
- Rock Inn (bat 3 et 4) sur le rock'n roll est décoré avec des guitares électriques. Il forme la branche nord de la croix.
- Country Fair (bat 5 et 6) sur la musique country est décoré avec des bottes en cuir, des banjos et des violons. Il est situé au bout de la rue principale de l'hôtel.
- Broadway Hotel (bat 7 et 8) sur les comédies musicales est décoré avec les haut-de-forme et les cannes des danseurs de ce type de spectacles. Il forme la branche sud de la croix.

## Les services de l'hôtel
L'avantage principal de cet hôtel, du moins motel, est d'être desservi par les bus gratuits de Disney Transport.

### Les chambres
Les chambres accueillent entre 2 et 4 personnes dans une superficie de 26 m², soit la plus petite de tout Walt Disney World Resort. Elles ont une salle de bains, un placard et un coin avec une table et deux chaises. Elles comprennent un réfrigérateur, un sèche-cheveux et un coffre. Sur le meuble principal se trouve une télévision LG LCD de 82 cm de diagonale.
Les prix en 2005, d'après le site officiel, pour une nuit débutent à partir de
- 87 $ pour les chambres avec vue sur la piscine ou des services (Preferred Location)
- 77 $ pour les chambres avec vue normale

### Les restaurants et bars
- Intermission Food Court est une aire de restauration située dans le Melody Hall et composée de cinq restaurants dans un décor de cafétéria avec de nombreux souvenirs sur la musique
  - Pizza and Pasta
  - Barbecue
  - The Grill
  - The Market
  - Bakery & Café
- Singing Spirits est le bar de la piscine Calypso Pool

Un service de livraison de pizza est aussi disponible.

### La boutique
Maestro's Mickey est située dans le Melody Hall et propose des livres, journaux, articles Disney et autres souvenirs

### Les activités possibles
- Les piscines:
  - Calypso Pool est la piscine principale en forme de guitare avec un bassin pour les enfants. Elle est située devant le Melody Hall et accueille en son centre Donald, José Carioca et Panchito Pistoles, les héros du film Les Trois Caballeros (1944).
  - Piano Pool est la piscine en forme de piano à queue située au centre de l'hôtel.
- Note'able Games situé dans le Melody Hall est une salle de jeux vidéo
- L'aire de jeux pour les enfants est située entre les bâtiments 9 et 10.